# Bubota
Segons la mitologia mallorquina, una bubota és un fantasma que ronda les cruïlles i cementeris de l'illa de Mallorca per espantar els vius. Les bubotes, presentes també a la mitologia valenciana, tenen l'aparença de persones incorpòries i semitransparents cobertes totalment per grans llençols blancs que els tapen el cap i els braços. Al País Valencià, aquests éssers reben un gran nombre de denominacions locals a més de bubota: bumbota, bumberota, mumorota, marmota, muserota, mumaranta, etc. Normalment romanen invisibles, aturades en punts concrets però quan es mouen per espantar algú, ho fan levitant per l'aire deixant un rastre que produeix calfreds en els éssers vius.
Mossèn Alcover recollí rondalles a les quals apareixen bubotes, com ara La bubota blanca de Consell, en la qual un llaurador poruc i ingenu és enganat per tres joves un dels quals es disfressa de bubota amb una camisa blanca de dona i tapant-se la cara amb estopa.
Diuen a Andratx que hi ha bubotes de molts tipus, encara que les més conegudes i temudes són les que passegen pels cementiris. També n'hi ha però que volten pels paratges que hi ha al voltant de les viles, les que volten per carrers concrets de ciutats o pobles i les que romanen tancades a les cases.
També es contaven històries de contrabandistes que durant el temps de la postguerra espanyola feien pactes amb les bubotes per tal que foragitassin possibles guàrdies que els estassin empaitant o parant una emboscada. D'aquesta manera els contrabandistes podien continuar amb les seves activitats d'estraperlo sense por de perdre el sac o d'esser detinguts. Les bubotes que s'avenien a fer aquest tipus de pactes, rebien el nom de Bubotes de Contraban i avui dia són molt difícils de veure, atès que els contrabandistes que coneixien on trobar-les ja fa temps que no hi són. De tota manera aquest tipus de bubotes van ser freqüentment suplantades per persones que a canvi d'una part del guany que treia el contrabandista, acceptaven disfressar-se de fantasmes per tal de realitzar amb més o menys encert la tasca de les bubotes autèntiques.
El Bubú, també conegut a altres indrets de les Balears com a Bubota Negra, és representat als infants com un ninot tot negre per tal de fer-los por.

## Influència
- Bubota Discos, discogràfica a Palma[9]
- La nit de la bubota, festa a Santa Maria del Camí[10][11]
- Ses Bubotes, una banda musical mallorquina[12]
- «Impromptu de la bubota», poema de Miquel Àngel Colomar[13]